# Asperitas (geslacht)
Asperitas is een geslacht van weekdieren uit de  familie van de Clausiliidae.

## Soorten
De volgende soorten zijn in het geslacht ingedeeld:
- Asperitas balliensis A. Mousson,
- Asperitas bimaensis M.M. Schepman, 1892
- Asperitas cidaris (J.B.P.A. Lamarck, 1822)
- Asperitas everetti (E.A. Smith, 1897)
- Asperitas inquinata (G. von dem Busch, 1842
- Asperitas rugosissima O.F. von Möllendorff,
- Asperitas sparsa (A. Mousson, 1854)
- Asperitas stuartiae J.B.P.A. Lamarck, 1810
- Asperitas trochus O.F. Müller, 1774

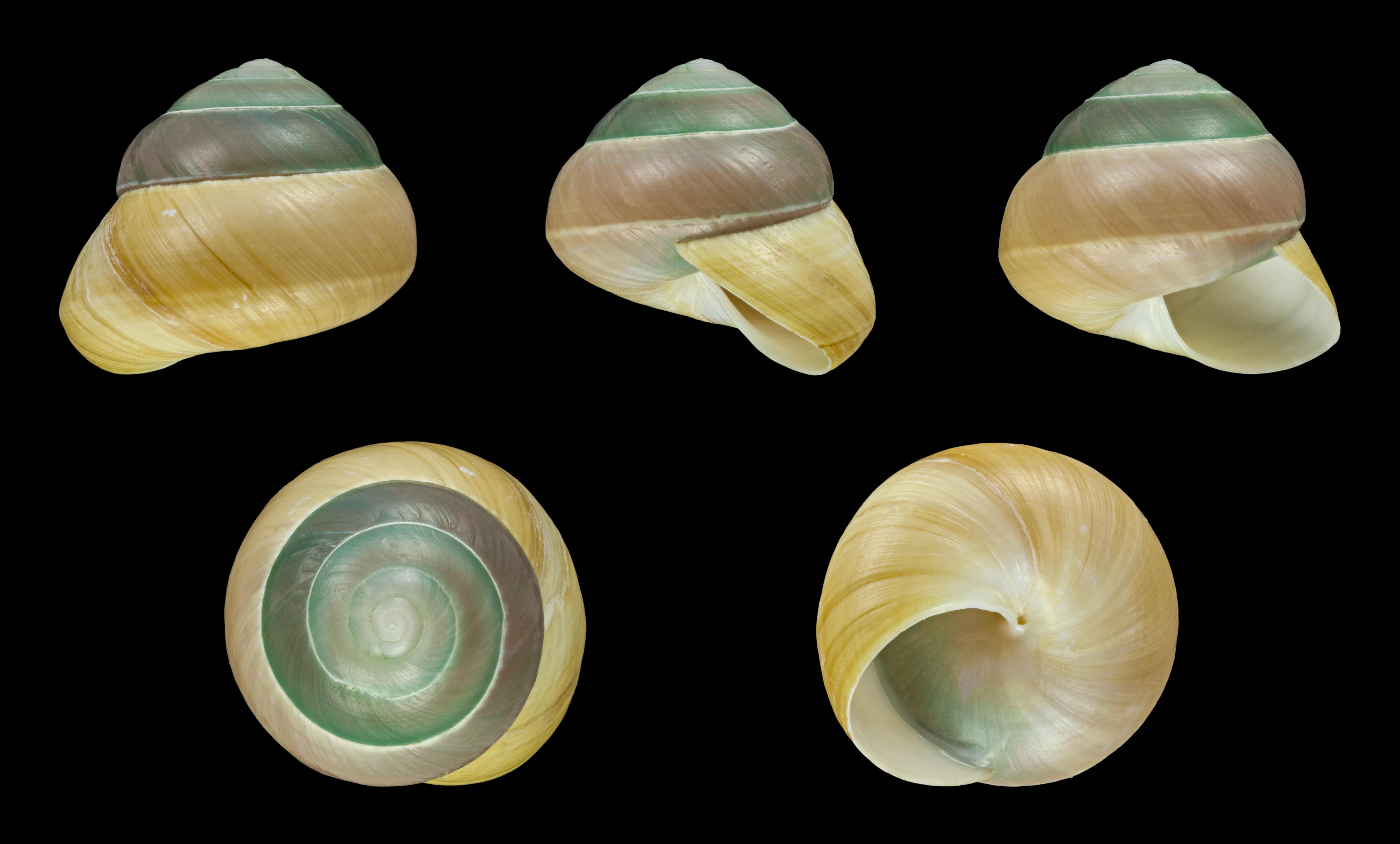
Asperitas bimaensis cochlostyloides
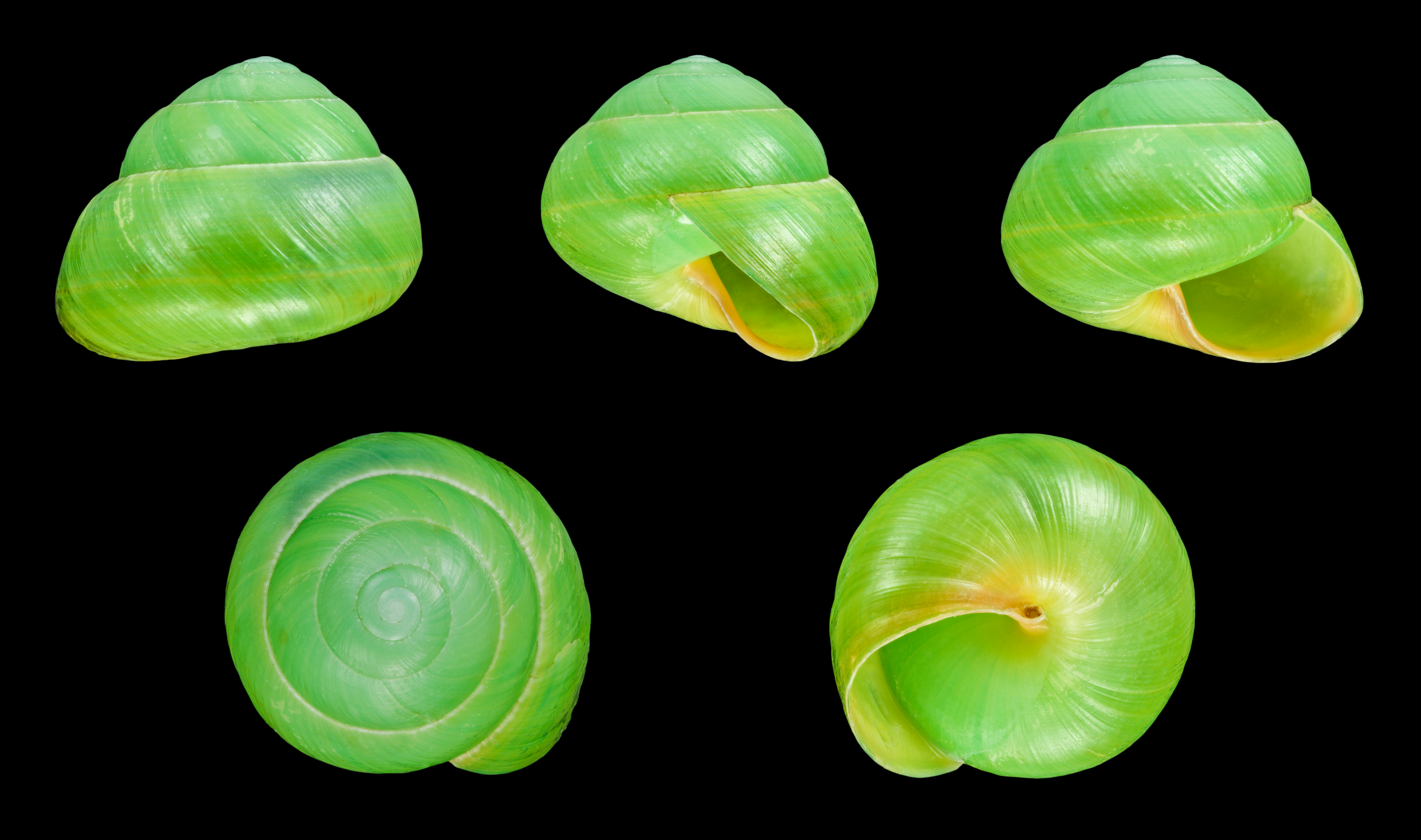
Asperitas bimaensis cochlostyloides viridis
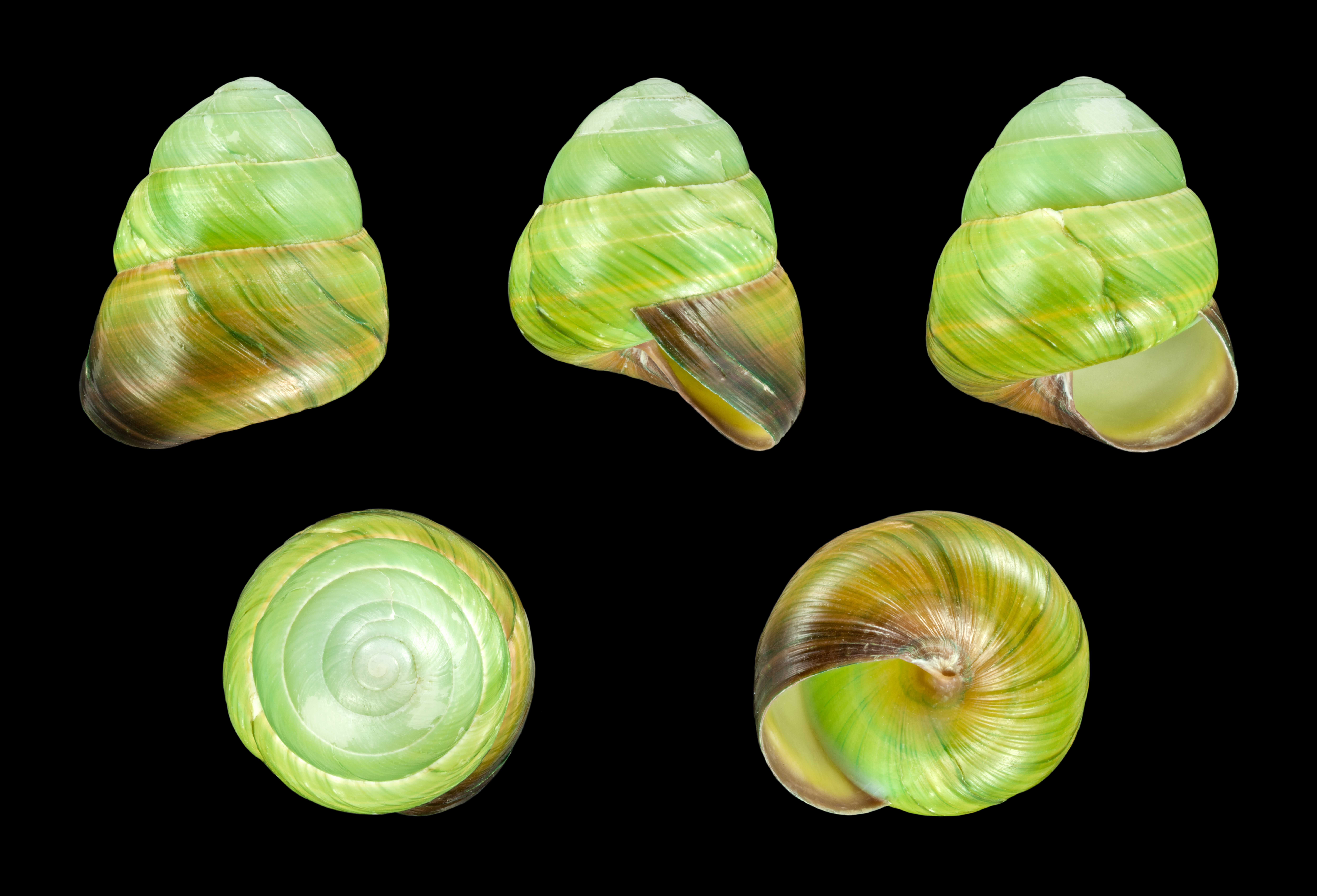
Asperitas bimaensis halata
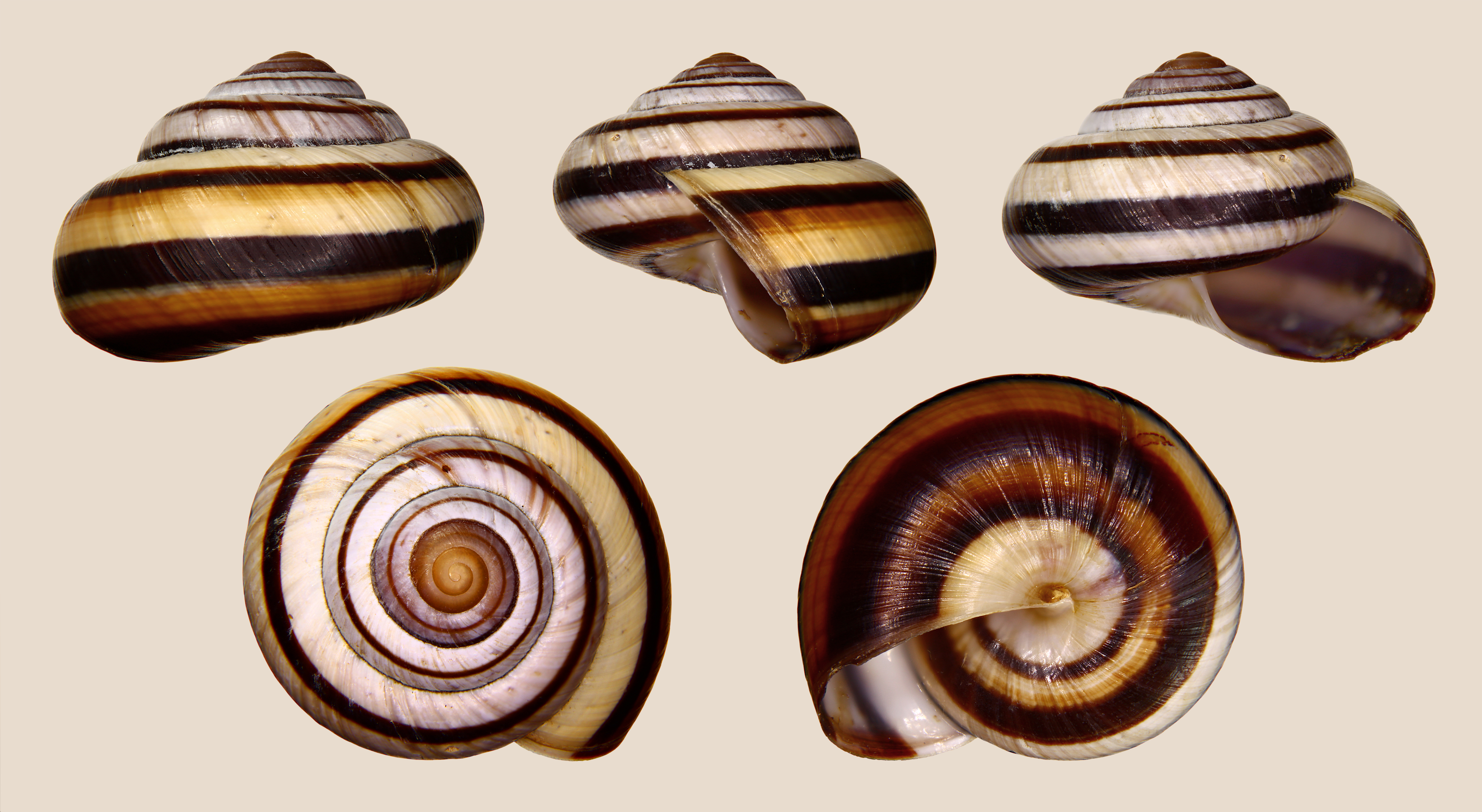
Asperitas inquinata penidae
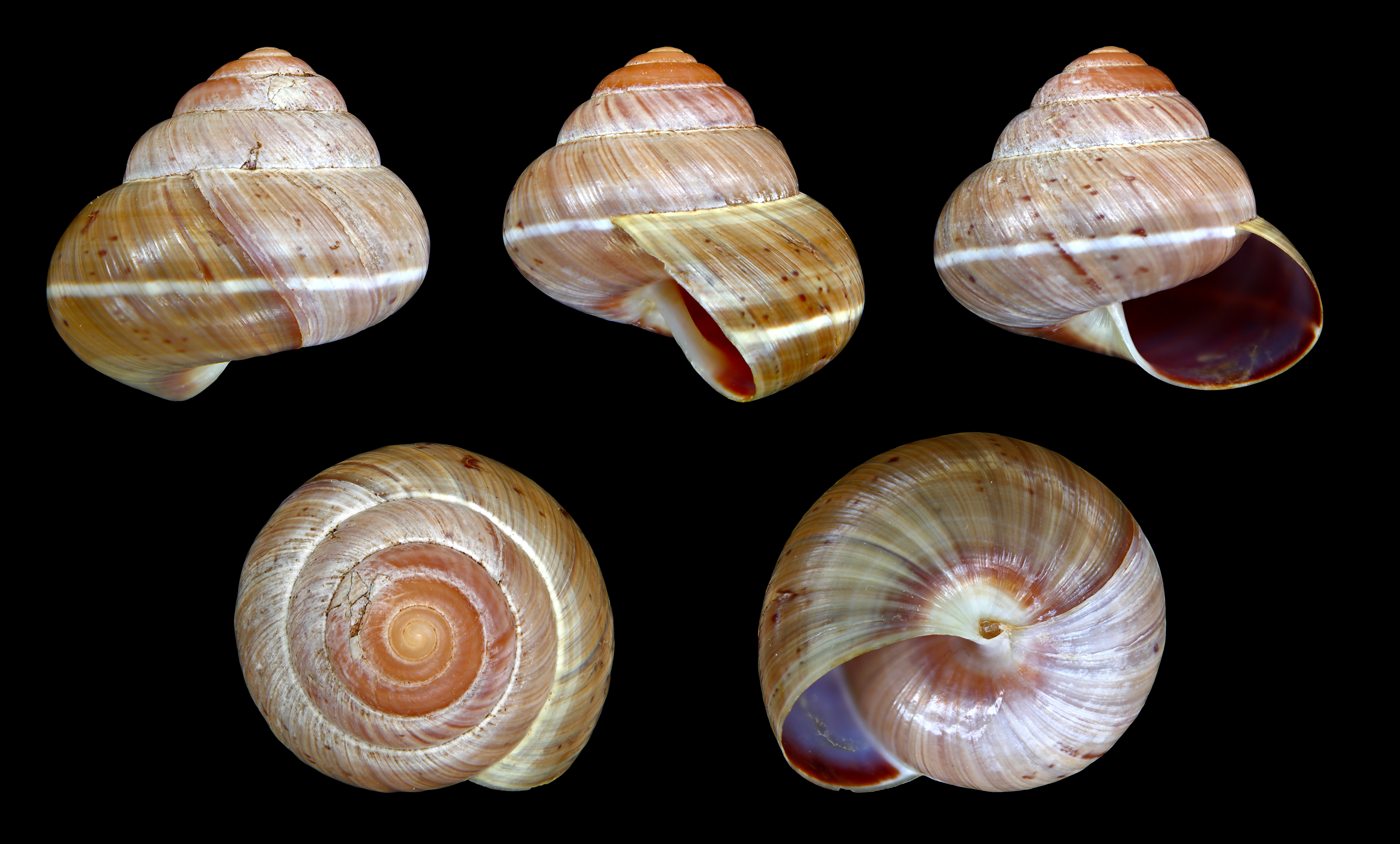
Asperitas sparsa
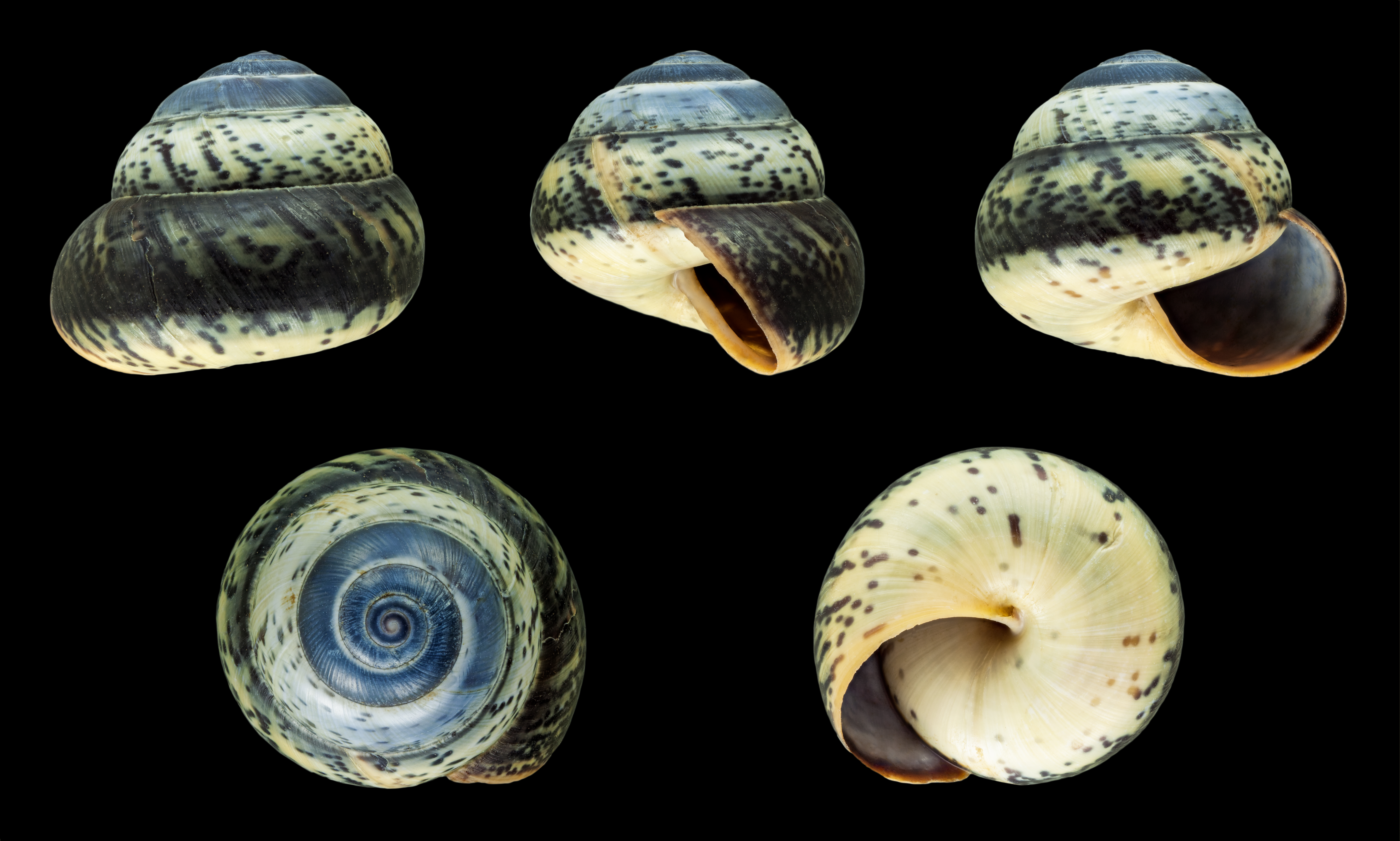
Asperitas trochus polymorpha